# Čemal
Čemal in russo Чемал? è un selo della Repubblica Autonoma dell'Altaj, in Russia, capoluogo del Čemal'skij rajon.